# Legutio
Legutio en Basque ou Villarreal de Álava en espagnol est une commune d'Alava, dans la communauté autonome du Pays basque en Espagne.

## Hameaux
La commune comprend les hameaux suivants :
- Elosu, concejo, avec ses deux hameaux Elosu et Ollerías (Ollerieta en basque) ;
- Goiain, concejo ;
- Legutio, concejo, chef-lieu de la commune ;
- Urbina, concejo ;
- Urrunaga, concejo, avec ses deux hameaux Nafarrate et Urrunaga.